# Золотая Горка (Ленинградская область)
Золотая Горка — деревня в Толмачёвском городском поселении Лужского района Ленинградской области.

## История
Согласно карте Санкт-Петербургской губернии Ф. Ф. Шуберта 1834 года на месте современной деревни находился постоялый двор.
На карте профессора С. С. Куторги 1852 года на месте современной деревни, также отмечен постоялый двор.

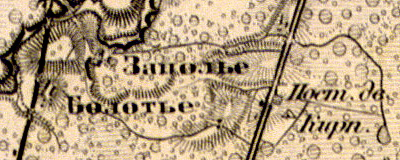
Деревня Золотая Горка на карте 1863 года

Согласно карте из «Исторического атласа Санкт-Петербургской Губернии» 1863 года на месте современной деревни находился постоялый двор, а близ него кирпичный завод.
В XIX — начале XX века земли деревни административно относились к Перечицкой волости 1-го земского участка 1-го стана Лужского уезда Санкт-Петербургской губернии.
По данным 1966, 1973 и 1990 годов деревня Золотая Горка входила в состав Толмачёвского сельсовета.
В 1997 году в деревне Золотая Горка Толмачёвской волости проживали 8 человек, в 2002 году — 4 человека (все русские).
В 2007 году в деревне Золотая Горка Толмачёвского ГП проживали 7 человек.

## География
Деревня расположена в центральной части района на автодороге Р23 «Псков» (E 95, Санкт-Петербург — граница с Белоруссией).
Расстояние до административного центра поселения — 8 км.
Ближайшая железнодорожная станция — Толмачёво.

## Демография
| 1997 | 2007 | 2010 | 2017 |
| ---- | ---- | ---- | ---- |
| 8    | ↘7   | ↘0   | ↗6   |